# هنري رياض
القاضي هنري رياض سكلا (1927 -1 مارس 1995) هو قاضياً في المحكمة العليا بالسودان ومؤلفا ومترجم غزير الإنتاج، له أكثر من مائة كتاب.

## حياته ونشأته
ولد هنري رياض في مدينة تندلتي بالنيل الأبيض سنة 1927تخرج في كلية الحقوق جامعة القاهرة سنة 1950، حصل علي المعادلة لممارسة القانون بالسودان سنة 1952، عمل محامياً منذ 1953 وحتى 1972، عين قاضياً وعمل بالقضاء حتى تقاعده سنة 1990،
نشر وترجم نحو خمسين كتاباً في القانون والجغرافيا والأدب، وتوفي في 1 مارس 1995.
أولاده هاني وهالة وصفاء وهدى

## جوائز
- نال وسام العلم والآداب والفنون الذهبي 1980.
- وسام المؤرخ العربي من اتحاد المؤرخين العرب 1987م.

## مؤلفاته
عرف باهتمامه الشديد بالعدالة وعكف على ترجمة السوابق القضائية من الإنجليزية إلى العربية تسهيلا لفهمها للمواطنين العاديين. اهتم في كتاباته الأدبية بالعديد من شعراء السودان مثل توفيق صالح جبريل والتيجاني يوسف بشير وبأدباء اخر مثل سلامة موسى ومحمد مندور. وقد حفظ هنري رياض القرآن الكريم عن ظهر قلب وحفظ العديد من ابيات الشعر. له:
- كتاب حصاد أحكام قبل التقاعد.
- كتاب موسوعة الأحكام الدستورية.
- كتاب العقود - في سبعة أجزاء.
- ترشيد الفكر القانوني.
- أحكام الزواج والطلاق - أحكام بالنقض والتأييد.
- التعليم ومشكلة العمالة في السودان (كتاب البروفيسور محمد عمر بشير) قام بترجمته بالاشتراك مع الجنيد علي عمر.
- التيجاني يوسف بشير.. شاعرا وناثرا.
- توفيق صالح جبريل.. شاعرا وناثرا.
- محمد مندور رائد الأدب الاشتراكي.

له بعض المخطوطات التي لم تر النور.